# فرودگاه کنز
فرودگاه کنز (به انگلیسی: Cairns Airport) یک فرودگاه همگانی مسافربری با کد یاتا CNS است که یک باند فرود آسفالت دارد و طول باند آن ۳۱۹۶ متر است. این فرودگاه در شهر کنز (استرالیا) کشور استرالیا قرار دارد و در ارتفاع ۳ متری از سطح دریا واقع شده‌است.

## شرکت‌های هواپیمایی و مقصدهای پروازی

### مسافری
| شرکت‌های هواپیمایی                      | مقصدهای پروازی                                                                                     | Refs.       |
| -------------------------------------- | -------------------------------------------------------------------------------------------------- | ----------- |
| Airly2                                 | سیدنی                                                                                              |             |
| ایر نیوزیلند                           | فصلی: اوکلند                                                                                       |             |
| ایر نیوگینی                            | مورو، جکسنز، ربائول                                                                                |             |
| ایرنورث                                | Brisbane West Wellcamp-Toowoomba, داروین، گو                                                       |             |
| الیانس ایرلاینز                        | چارتر: اولورو، کلونکاری، گروته ایلانت، Lawn Hill, ماونت آیزیا، تانزویل، Trepell                    |             |
| Asia Pacific Airlines                  | چارتر: Tabubil                                                                                     |             |
| کاتای پاسیفیک1                         | هنگ کنگ                                                                                            |             |
| هواپیمایی شرقی چین                     | فصلی: شانگهای پودنگ                                                                                | [ ۵ ]       |
| هواپیمایی جنوبی چین                    | بایون گوآنگجو (آغاز از ۱۴ دسامبر ۲۰۱۷)                                                             | [ ۶ ]       |
| Hevilift                               | چارتر: جزیره لیهیر، ماونت هاگن                                                                     |             |
| Hinterland Aviation                    | کوکتاون، دانک آیلند، کوانیاما، جزیره سوسمار، Pormpuraaw                                            |             |
| هنگ کنگ ایرلاینز                       | هنگ کنگ                                                                                            | [ ۷ ] [ ۸ ] |
| جت‌استار                                | آدلاید، بریزبن، داروین، انگوراه رای،گولد کوست، ملبورن، کانزای، پرث، سیدنی، ناریتا                  |             |
| Jin Air                                | فصلی: اینچئون                                                                                      |             |
| فیلیپین ایرلاینز                       | اوکلند، نینوی آکوئینو (Both end ۵ دسامبر ۲۰۱۷)                                                     | [ ۱۳ ]      |
| کانتاس                                 | بریزبن، ملبورن، سیدنی                                                                              |             |
| کانتاس‌لینک اجرا توسط Cobham            | آلیس اسپرینگز، اولورو، بریزبن، داروین                                                              |             |
| کانتاس‌لینک اجرا توسط سان‌استیت ایرلاینز | بریزبن، گریت بریر ریف، هرن آیلند، مکی، مورانباه، راکهمپتون، تانزویل، Weipa                         |             |
| رجیونال اکسپرس ایرلاینز                | نورثرن پنینسولا، Burketown, Doomadgee, Karumba, Normanton, Mornington Island، ماونت آیزیا، تانزویل |             |
| سیلک‌ایر1                               | چانگی سنگاپور                                                                                      |             |
| Skytrans                               | اوروکون، نورثرن پنینسولا، Coen، هرن آیلند، کوانیاما، رودخانه لوخارت، Pormpuraaw, Weipa             |             |
| Tigerair Australia                     | بریزبن، ملبورن، سیدنی                                                                              |             |
| ویرجین استرالیا                        | بریزبن، ملبورن، سیدنی                                                                              |             |

Notes
- ^  These flights may make an intermediate stop en route to and/or from their listed final destination; however the airlines have no traffic rights to carry passengers solely between Cairns and the intermediate Australian stop.

- ^  Aircraft leased from operator. Airly requires an initial subscription fee prior to flight booking.

### باری
| شرکت‌های هواپیمایی      | مقصدهای پروازی        |
| ---------------------- | --------------------- |
| Australian air Express | بریزبن، ملبورن، سیدنی |
| Toll Aviation          | بریزبن، داروین، سیدنی |

### Emergency service
- Emergency Management Queensland (Emergency Medical Retrieval Services)
- خدمات پزشکان پروازی سلطنتی استرالیا (Emergency Medical Retrieval and outback medical clinics)